# Goodbye Again (1961)
Goodbye Again is een Frans-Amerikaanse dramafilm uit 1961 onder regie van Anatole Litvak. Het scenario is gebaseerd op de roman Aimez-vous Brahms? (1959) van de Franse auteur Françoise Sagan.

## Verhaal
Roger en Paula zijn een koppel van middelbare leeftijd dat uit elkaar groeit. Roger heeft een zwak voor jongere vrouwen. Paula, die binnenhuisarchitecte is, zoekt troost bij Philip, de zoon van een rijke klant.

## Rolverdeling
| Acteur              | Personage                 |
| ------------------- | ------------------------- |
| Ingrid Bergman      | Paula Tessier             |
| Yves Montand        | Roger Demarest            |
| Anthony Perkins     | Philip van der Besh       |
| Jessie Royce Landis | Mevrouw Van der Besh      |
| Pierre Dux          | Meester Fleury            |
| Jocelyn Lane        | Maisie                    |
| Jean Clarke         | Maisie                    |
| Michèle Mercier     | Maisie                    |
| Alison Leggatt      | Alice                     |
| Uta Taeger          | Gaby                      |
| David Horne         | Raadgever van de koningin |
| Peter Bull          | Klant                     |
| André Randall       | Mijnheer Steiner          |
| Diahann Carroll     | Nachtclubzangeres         |